# Henri Gouraud
Henri-Joseph-Eugène Gouraud (París 17 de novembre de 1867 – París 16 de setembre de 1946) fou un general francès, més conegut pel seu lideratge del IV Exèrcit francès al final de la Primera Guerra Mundial.

## Joventut
Henri Gouraud va néixer a la Rue de Grenelle de París el 17 de novembre de 1867 fill del doctor Xavier Gouraud i de Marie Portal, sent el primer de sis germans. La família Gouraud provenia originalment de la Vendée, però havia abandonat la regió durant la Revolució francesa per anar a Angers i després de París.
Gouraud va ser educat a casa i al Col·legi Stanislas de París. La seva decisió per a una carrera militar, va ser, com per molts francesos de la seva generació, motivada per la derrota francesa en la Guerra Franco-Prussiana (1870-1871).
Gouraud va entrar a l'acadèmia militar de Saint Cyr el 1888, com a part de la promoció dita del "Grand Triomphe", nom ben escollit, ja que va incloure una seixantena de futur generals. Es va llicenciar el 1890 i es va unir a les tropes de marina. Esperava ser enviat a l'estranger, ja que les tropes de marina servien a l'imperi colonial francès, però el seu pare es va oposar perquè va tenir por que els marines serien una mala influència sobre el seu fill. Gouraud respectant la voluntat del seu pare, va acceptar un altre destí i fou enviat al 21 regiment de casadors a Peu a Montbéliard.

## Àfrica
Henri Gouraud fou enviat el 1894 al Sudan Francès. Va desenvolupar una reputació com un eficaç i afortunat comandant. El 1898, va ordenar a un nombre d'unitats a lluitar contra Samori, el líder de la resistència a l'Àfrica occidental que havia estat lluitant contra els francesos durant més d'una dècada les guerres mandingo. Conduït a les terres altes del sud de la vall del riu Níger, per una sèrie d'anteriors fracassos, les forces de Samori van ser derrotades en aquell any. El 29 de setembre de 1898, la unitat de Gouraud va ensopegar amb el campament de Samori i el va capturar. El més important fou que això va marcar el final de l'última gran oposició al colonialisme francès a l'oest.
La captura de Samori va convertir a Henri Gouraud en una cèlebre figura a França, al mateix temps que els nacionalistes es van recuperar de l'ensopegada contra els britànics a Fashoda. El jove capità fou celebrat en els més alts cercles polítics de París, on va ser introduït amb poderosos empresaris i polítics amb interessos en el projecte colonial. Entre ells hi havia Auguste d'Arenberg i Eugène Étienne, futurs fundadors del que va ser anomenat el "parti colonial". Gràcies al mecenatge del "parti colonial", Henri Gouraud va seguir una carrera a través de l'Àfrica francesa en els següents quinze anys, amb aportacions al Níger, al Txad i a Mauritània. El 1907, va ser ascendit a coronel i commissaire del Govern général de Mauritània, on va dirigir una campanya contra tribus de Beduïns que va amenaçar de transport entre les colònies del Marroc i de l'Àfrica Occidental francesa. El 1907 fou nomenat coronel i comissari del govern general de Mauritània, i va fer per pròpia iniciativa una gran campanya contra els guerrers maures que feien incursions a posicions franceses; amb aquesta campanya va assegurar almenys parcialment la seguretat dels transports entre el Marroc i Mauritània; va participar també al projecte de construcció d'un gran imperi colonial francès a l'Àfrica occidental.
El 1911, després d'assistir al centre des Hautes études militaires a França, el coronel Gouraud va quedar estacionat al Marroc, on va ser ascendit a general de brigada, servint sota Lyautey. Va ser posat al front del comandament de la regió militar de Fes, i des de 1914 a 1915 al comandament de totes les tropes colonials franceses a l'oest del Marroc.

## La Primera Guerra Mundial
A mitjan 1915, va exercir com a comandant del Cos expedicionari francès que va participar en la campanya dels Dardanels i la batalla de Gal·lípoli de 1915. Va ser ferit el 30 de juny, i posteriorment va perdre el seu braç dret. Des de desembre de 1915 al desembre de 1916 i des de juny de 1917 fins al final de la guerra va manar el Quart Exèrcit al Front Occidental, on es va distingir pel seu ús de la defensa elàstica durant la segona batalla del Marne. El 1916 el seu germà Pierre Gouraud va morir en combat. Llavors va tornar uns mesos al Marric per substituir a Lyautey (que fou nomenat ministre de la guerre) però va tornar el juiny de 1917 al comandament del IX Exèrcit que va exercir fins a l'11 novembre 1918 date de l'armistice; va llençar als seus homes en diverses vatalles acarnissades com la Batalla de les Muntanyes de Xampanya i la contra-ofensiva victoriosa del 15 de juliol de 1918. La seva mare va morir poc després.
El 22 de novembre de 1918, va entrar a la ciutat d'Estrasburg, va enderrocar al govern de laRepública Soviètica d'Alsàcia que havia estat proclamat allí l'11 de novembre de 1918. El desembre de 1918, el general Pétain li va concedir la gran creu de la Legió d'honor.

## Mandat Francès de Síria i el Líban.

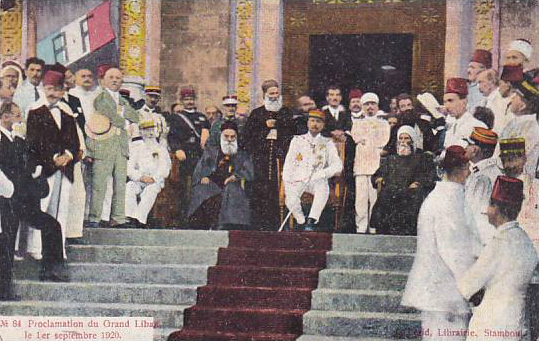
Proclamació de l'estat de Gran Líban, Gouraud amb el Grand Mufti de Beirut Sheikh Mustafa Naja, i a la seva dreta, el patriarca Maronita Elies Pere Hoayek.

Després de la guerra, Gouraud va servir de 1919 a 1923 com a representant del Govern francès a l'Orient Mitjà (Llevant) i comandant de l'Exèrcit de Llevant. Com a comandant de la força francesa durant la guerra franco-turca a la Cilícia francesa, va presidir la creació dels mandats francesos a Síria i el Líban. Després de la implementació dels acords Sykes-Picot de 1916, que dividia els territoris àrabs ocupats de l'Imperi Otomà entre França i la Gran Bretanya, Gouraud va ser comandant de les forces enviades per aplicar la divisió francesa del Llevant.
Entre el 20 de gener i 10 de febrer de 1920 les tropes de Gouraud van ser traslladades al nord per donar suport a les forces franceses en la guerra Franco-turca. Gouraud va dirigir la supressió de la revolta de les forces nacionals turques a la batalla de Marash que va portar finalment però a la retirada de les tropes franceses cap a Síria.

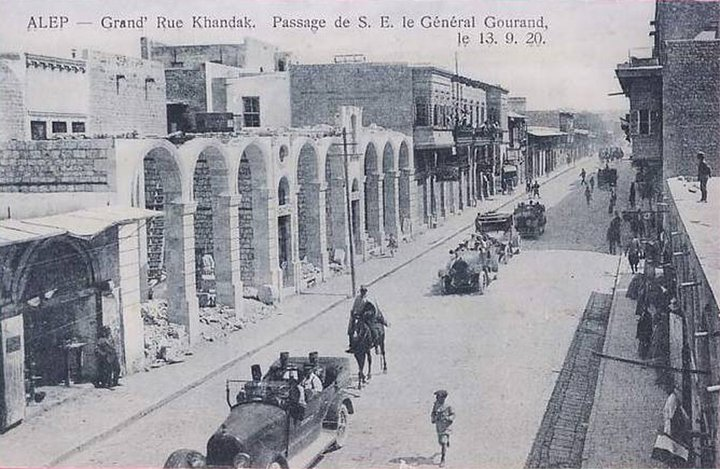
General Gouraud creuant a través del carrer al-Khandaq el 13 de setembre de 1920, Alep

Allí el intent de Gouraud de controlar al rei Faisal va arribar al punt màxim. Gouraud va dirigir les forces franceses que van aixafar les del la curta monarquia siriana del rei Faisal a la batalla de Maysalun el 24 de juliol de 1920 i tot seguit va ocupar Damasc, va derrotar les forces de la revolució siriana i va establir el mandat francès de Síria. Aquests territoris es van reorganitzar en diverses decisions de Gouraud sent el decret més destacat la creació de l'estat de Gran Líban l '1 de setembre de 1920. Gouraud es va convertir en Alt Comissionat de Síria i el Líban i cap efectiu del govern colonial.
És recordat en la zona de Llevant principalment per aquest paper, i per a una anècdota que se li atribeuix que el retrata com l'epítom del triomfalisme occidental a l'Orient mitjà. Després de la Batalla de Maysalun, Gouraud va anar a la tomba de Saladí, va donar una puntada de peu i va dir: "Desperta, Saladí. Hem tornat. La meva presència aquí consagrava la victòria de la Creu damunt la mitja lluna."
L'administració de Gouraud a Síria va repetir molt de la seva època com un home jove treballant a les ordres de Lyautey al Marroc, on la política colonial estava centrada en el control del país a través de la manipulació de les tribus, sufis, i la població rural berber. A Síria va prendre la forma de separar les administracions per les comunitats druses i alauites, amb la finalitat de dividir els seus interessos dels dels nacionalistes urbans.
Especialment impopular després de l'ocupació francesa de Damasc, l'heroo popular Adham Khanjar del sud del Líban van protagonitzar un intent fallit de matar a Gouraud el 23 de juny de 1921.

## Darrers anys

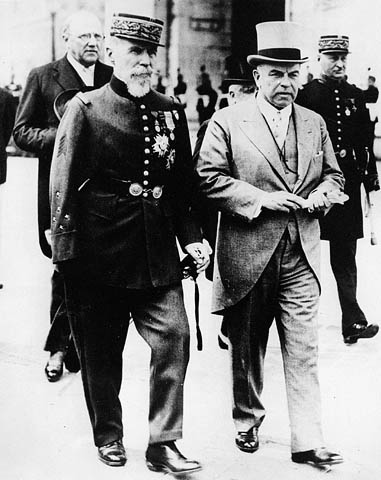
Gouraud, com a Governador Militar de París, escortant al Primer Ministre Canadenc William Lyon Mackenzie King a la Tomba del Soldat Desconegut a l'Arc de Triomf.

El 1923, va tornar a França, d'on fou Governador Militar de París des de 1923 fins a 1937. També va treballar en el Consell Suprem Aliat Militar de 1927 fins a la seva jubilació, l'any 1937. El general Gouraud va morir a París el 1946.

## Condecoracions
- Légió d'honor
  - Cavaller (18 d'octubre de 1898)
  - Oficial (31 de maig de 1904)
  - Comandant (11 de juliol de 1909)
  - Gran Oficial (10 j'agost de 1914)
  - Gran Creu (28 de desembre de 1918)
- Medalla militar (10 de juliol de 1915)
- Cavaller Honorari de la Gran Creu de l'Ordre de Sant Miquel i de Sant Jordi (Regne Unit, 27 d'agost de 1915)
- Creu de guerra 1914-1918
- Medala Interaliada de la Victòria
- Medalla commemorativa de la guerra 1914-1918
- Medailla commemorativa de Síria-Cilícia
- Medalla colonial amb barres "Senegal i Sudan" "Maroc" "Mauritània i Adrar"
- Gran Cordó de l'Ordre de Sants Maurici i Llatzer (Itàlia)
- Comandant de la Nicham El-Anouar (Tunísia)
- Comandant de la Nichan Iftikhar (Tunísia)
- Medalla del Servei distingit (EUA)
- Ordre del Lleó Blanc (Txecoslovàquia)

## Obres publicades
Del general Gouraud:
- La Pacification de Mauritanie. Journal des marches et opérations de la colonne de l'Adrar, 1910
- Souvenirs d'un Africain, Au Soudan, 1939
- Zinder-Tchad. Souvenirs d'un Africain, 1944
- Mauritanie-Adrar, 1945 ; Au Maroc, 1946
- La France en Syrie, extrait de la Revue de France du 1er avril 1922

Sobre el general Gouraud: 
- Julie d'Andurain, « Le général Gouraud durant la Grande Guerre », 14-18, le magazine de la Grande Guerre, 29, déc.-janvier 2006
- Julie d'Andurain, « Le général Gouraud, chef du corps expéditionnaire des Dardanelles, 1915 », Revue historique des armées, 258, 1er trimestre 2010.
- Julie d'Andurain, Le Général Gouraud, un colonial dans la Grande Guerre, Paris-Sorbonne, thèse d'histoire, octobre 2009. Disponible via l'ANRT, Lille.
- Julie d'Andurain, La capture de Samory (1898). L'achèvement de la conquête de l'Afrique de l'Ouest, Saint-Cloud, Soteca, 2012, 209 p. ISBN 978-2-9163-8545-7.
- Général Philippe Gouraud, Le général Henri Gouraud au Liban et en Syrie, 1919-1923, Paris, Éditions L'Harmattan, 1993, ISBN 2-7384-2073-7
- Auguste Gyss, "Henri Eugène Joseph Gouraud : sa carrière militaire: libérateur et citoyen d'honneur d'Obernai", Obernai: Impr. Gyss, 1996, 128 p., ill., 30 cm.
- Pierre Lyautey, Gouraud, Paris, Julliard, 1949.
- Aux Capitaines Baratier et Gouraud, souvenir de leur réception au collège Stanislas par leurs anciens camarades, les 18 juin et 2 juillet 1899, Paris, D. Dumoulin et fils, 1900, 58 p. Disponible sur Gallica.

## Llegat
- París té un Place du Général-Gouraud en el 7è districte
- Una estàtua commemorativa al Général Gouraud, se situa en un jardí al costat de Les Invalides.
- Una gran cedre, prop de la ciutat d'Ifrane a les Muntanyes de l'Atles del Marroc va ser anomenat pel General; el Cedre Gouraud es considera que té més de 800 anys, i va ser "descobert" per Gouraud durant la campanya francesa contra la resistència anti-colonial a l'altiplà Timahdite en els anys 1917-19.[8] A més a més, el bosc del Cèdre Gouraud al Mig Atles, també porta el nom de Gouraud; aquest bosc és un dels pocs hàbitats de l'espècia en perill de les mones de Gibraltar.[9]
- Rue Gouraud al districte d'Achrafieh de Beirut és pel nom del General.